# Liste der Bodendenkmäler in Laer
Die Liste der Bodendenkmäler in Laer enthält die denkmalgeschützten unterirdischen baulichen Anlagen, Reste oberirdischer baulicher Anlagen, Zeugnisse tierischen und pflanzlichen Lebens und paläontologischen Reste auf dem Gebiet der Gemeinde Laer im Kreis Steinfurt in Nordrhein-Westfalen (Stand: September 2020). Diese Bodendenkmäler sind in Teil B der Denkmalliste der Gemeinde Laer eingetragen; Grundlage für die Aufnahme ist das Denkmalschutzgesetz Nordrhein-Westfalen (DSchG NRW).
| Bild                                      | Bezeichnung                                                                 | Lage                         | Beschreibung | Bauzeit               | Eingetragen seit | Denkmal- nummer |
| ----------------------------------------- | --------------------------------------------------------------------------- | ---------------------------- | ------------ | --------------------- | ---------------- | --------------- |
| Frühgeschichtliche Burganlage „Oldenburg“ | Frühgeschichtliche Burganlage „Oldenburg“                                   | Altenburg Karte              |              | 5. bis 9. Jahrhundert | 2. Aug. 1984     | 1               |
|                                           | Abbruchkante eines ehemaligen Steinbruches (sog. „Zurhorstsche Steinkuhle“) | Altenburg Borgweg-Steinkuhle |              |                       | 6. Mai 1986      | 2               |
|                                           | Frühmittelalterlicher Siedlungsplatz                                        | Altenburg                    |              |                       | 15. Feb. 1990    | 3               |
|                                           | Krumme Stiege                                                               | Strübberhoek                 |              |                       | 13. Okt. 1992    | 4               |
|                                           | Deipe Stiege                                                                | Ortslage Südwest             |              |                       | 13. Okt. 1992    | 5               |